# Bahnstrecke Zug–Luzern
| Bahnstrecke am Rotsee bei Luzern |                                            |                                          |                                          |
| Bahnstrecken Zürich-Luzern: Grün ist die Strecke Zug – Rotkreuz – Luzern |                                            |                                          |                                          |
| Streckennummer (BAV): | 660 (Zug–Fluhmühle) 500 (Fluhmühle–Luzern) |                                          |                                          |
| Fahrplanfeld: | 660                                        |                                          |                                          |
| Streckenlänge: | 67 km                                      |                                          |                                          |
| Spurweite: | 1435 mm (Normalspur)                       |                                          |                                          |
| Stromsystem: | 15 kV 16,7 Hz ~                            |                                          |                                          |
| Maximale Neigung: | 11 ‰                                       |                                          |                                          |
| Zweigleisigkeit: | Zug–Rotsee, Fluhmühle–Luzern               |                                          |                                          |
| |                                            |                                          |                                          |
| \| \| \| von Thalwil \| \| \| \| \| Rest der Schleife Zug \| \| \| \| 38,83 \| Zug (Keilbahnhof) \| 433 m ü. M. \| \| \| \| nach Arth-Goldau \| \| \| \| \| Zug (Kopfbahnhof bis 1897) \| \| \| \| \| Aabachstrasse (l/r) 99/100 m \| \| \| \| 39,53 \| Zug Schutzengel \| 430 m ü. M. \| \| \| \| Schleife Zug (1897–1990) \| \| \| \| \| \| \| \| \| 41,26 \| Zug Chollermüli \| 425 m ü. M. \| \| \| 36,3741,43 \| Kollermühle \| 425 m ü. M. \| \| \| \| nach Zürich \| \| \| \| \| Gleisdreieck «Sumpfweiche» (bis 1970) \| \| \| \| 42,43 \| Cham Alpenblick \| 422 m ü. M. \| \| \| \| Lorze \| \| \| \| 43,57 \| Cham \| 418 m ü. M. \| \| \| 44,36 \| Hünenberg Zythus \| 420 m ü. M. \| \| \| 44,86 \| Hünenberg Chämleten \| 422 m ü. M. \| \| \| \| \| \| \| \| \| Verbindungskurve nach Immensee (geplant) \| \| \| \| \| nach Immensee \| \| \| \| \| \| \| \| \| 48,00 \| Rotkreuz Rüti geplant \| 429 m ü. M. \| \| \| 48,50 \| Güterbahnhof Rotkreuz \| 429 m ü. M. \| \| \| 49,00 \| Rotkreuz \| 429 m ü. M. \| \| \| \| nach Lenzburg / Othmarsingen \| \| \| \| \| \| \| \| \| 52,82 \| Gisikon-Root \| 418 m ü. M. \| \| \| 55,26 \| Root D4 \| 415 m ü. M. \| \| \| 57,07 \| Buchrain \| 420 m ü. M. \| \| \| 58,57 \| Ebikon \| 424 m ü. M. \| \| \| \| \| \| \| \| \| Nordportal Dreilindentunnel (geplant) \| \| \| \| 60,64 \| Rotsee \| Rotsee \| \| \| \| Friedental 120 m \| \| \| \| \| Reuss Luzern 142 m \| \| \| \| 64,01 \| von Olten \| von Olten \| \| \| 64,01 \| von Bern \| von Bern \| \| \| 64,0191,82 \| Fluhmühle \| 436 m ü. M. \| \| \| \| von Immensee \| \| \| \| 92,85 \| Gütsch \| 440 m ü. M. \| \| \| \| Gütsch 326 m \| \| \| \| 93,36 \| Heimbach \| 438 m ü. M. \| \| \| 93,36 \| Anschluss Neustadttunnel (geplant) \| 438 m ü. M. \| \| \| \| Schönheim 199 m \| \| \| \| \| Güterbahn nach Ennethorw, ehem. KLB \| \| \| \| 95,09 \| Luzern \| 436 m ü. M. \| \| \| \| Neustadttunnel (geplant) \| \| \| \| \| Anschluss an ZB \| \| |                                            |                                          |                                          |
| Strecke |                                            | von Thalwil                              | von Thalwil                              |
| Strecke von links · Abzweig geradeaus und von rechts |                                            | Rest der Schleife Zug                    | Rest der Schleife Zug                    |
| Bahnhof | 38,83                                      | Zug (Keilbahnhof)                        | 433 m ü. M.                              |
| Strecke (außer Betrieb) · Abzweig geradeaus und nach links · Strecke quer |                                            | nach Arth-Goldau                         | nach Arth-Goldau                         |
| Strecke (außer Betrieb) · Abzweig geradeaus und ehemals von links · Kopfbahnhof Streckenende und quer (Strecke außer Betrieb) |                                            | Zug (Kopfbahnhof bis 1897)               | Zug (Kopfbahnhof bis 1897)               |
| Strecke (außer Betrieb) · Brücke |                                            | Aabachstrasse (l/r) 99/100 m             | Aabachstrasse (l/r) 99/100 m             |
| Strecke (außer Betrieb) · Haltepunkt / Haltestelle | 39,53                                      | Zug Schutzengel                          | 430 m ü. M.                              |
| Strecke nach links (außer Betrieb) · Abzweig geradeaus und ehemals von rechts |                                            | Schleife Zug (1897–1990)                 | Schleife Zug (1897–1990)                 |
| Verschwenkung von rechts |                                            |                                          |                                          |
| Haltepunkt / Haltestelle | 41,26                                      | Zug Chollermüli                          | 425 m ü. M.                              |
| Dienststation / Betriebs- oder Güterbahnhof | 36,3741,43                                 | Kollermühle                              | 425 m ü. M.                              |
| Abzweig quer und ehemals von rechts · Abzweig geradeaus und nach rechts |                                            | nach Zürich                              | nach Zürich                              |
| Verschwenkung nach links (Strecke außer Betrieb) · Verschwenkung nach rechts |                                            | Gleisdreieck «Sumpfweiche» (bis 1970)    | Gleisdreieck «Sumpfweiche» (bis 1970)    |
| Haltepunkt / Haltestelle | 42,43                                      | Cham Alpenblick                          | 422 m ü. M.                              |
| Brücke über Wasserlauf |                                            | Lorze                                    | Lorze                                    |
| Bahnhof | 43,57                                      | Cham                                     | 418 m ü. M.                              |
| Haltepunkt / Haltestelle | 44,36                                      | Hünenberg Zythus                         | 420 m ü. M.                              |
| Haltepunkt / Haltestelle | 44,86                                      | Hünenberg Chämleten                      | 422 m ü. M.                              |
| Verschwenkung von rechts |                                            |                                          |                                          |
| Abzweig geradeaus und ehemals nach links |                                            | Verbindungskurve nach Immensee (geplant) | Verbindungskurve nach Immensee (geplant) |
| Strecke von links · Kreuzung geradeaus unten |                                            | nach Immensee                            | nach Immensee                            |
| Strecke nach links · Abzweig geradeaus und von rechts |                                            |                                          |                                          |
| ehemaliger Haltepunkt / Haltestelle | 48,00                                      | Rotkreuz Rüti geplant                    | 429 m ü. M.                              |
| Dienststation / Betriebs- oder Güterbahnhof | 48,50                                      | Güterbahnhof Rotkreuz                    | 429 m ü. M.                              |
| Bahnhof | 49,00                                      | Rotkreuz                                 | 429 m ü. M.                              |
| Abzweig geradeaus und nach rechts |                                            | nach Lenzburg / Othmarsingen             | nach Lenzburg / Othmarsingen             |
| Verschwenkung nach rechts |                                            |                                          |                                          |
| Bahnhof | 52,82                                      | Gisikon-Root                             | 418 m ü. M.                              |
| Haltepunkt / Haltestelle | 55,26                                      | Root D4                                  | 415 m ü. M.                              |
| Haltepunkt / Haltestelle | 57,07                                      | Buchrain                                 | 420 m ü. M.                              |
| Bahnhof | 58,57                                      | Ebikon                                   | 424 m ü. M.                              |
| Verschwenkung von links · Verschwenkung von rechts (Strecke außer Betrieb) |                                            |                                          |                                          |
| Strecke · Tunnelanfang (Strecke außer Betrieb) |                                            | Nordportal Dreilindentunnel (geplant)    | Nordportal Dreilindentunnel (geplant)    |
| Blockstelle · Strecke (außer Betrieb) (im Tunnel) | 60,64                                      | Rotsee                                   | Rotsee                                   |
| Tunnel · Strecke (außer Betrieb) (im Tunnel) |                                            | Friedental 120 m                         | Friedental 120 m                         |
| Brücke über Wasserlauf · Strecke (außer Betrieb) (im Tunnel) |                                            | Reuss Luzern 142 m                       | Reuss Luzern 142 m                       |
| Abzweig geradeaus und von rechts · Strecke (außer Betrieb) (im Tunnel) | 64,01                                      | von Olten                                | von Olten                                |
| Abzweig geradeaus und von rechts · Strecke (außer Betrieb) (im Tunnel) | 64,01                                      | von Bern                                 | von Bern                                 |
| Blockstelle · Strecke (außer Betrieb) (im Tunnel) | 64,0191,82                                 | Fluhmühle                                | 436 m ü. M.                              |
| Abzweig geradeaus und von links · Strecke (außer Betrieb) (im Tunnel) |                                            | von Immensee                             | von Immensee                             |
| Blockstelle · Strecke (außer Betrieb) (im Tunnel) | 92,85                                      | Gütsch                                   | 440 m ü. M.                              |
| Tunnel · Strecke (außer Betrieb) (im Tunnel) |                                            | Gütsch 326 m                             | Gütsch 326 m                             |
| Blockstelle · Strecke (außer Betrieb) (im Tunnel) | 93,36                                      | Heimbach                                 | 438 m ü. M.                              |
| Abzweig geradeaus und ehemals nach rechts · Strecke (außer Betrieb) (im Tunnel) | 93,36                                      | Anschluss Neustadttunnel (geplant)       | 438 m ü. M.                              |
| Tunnel · Strecke (außer Betrieb) (im Tunnel) |                                            | Schönheim 199 m                          | Schönheim 199 m                          |
| Abzweig geradeaus und von rechts · Strecke (außer Betrieb) (im Tunnel) |                                            | Güterbahn nach Ennethorw, ehem. KLB      | Güterbahn nach Ennethorw, ehem. KLB      |
| Kopfbahnhof Streckenende · Bahnhof (Strecke außer Betrieb) (im Tunnel) | 95,09                                      | Luzern                                   | 436 m ü. M.                              |
| Strecke (außer Betrieb) (im Tunnel) |                                            | Neustadttunnel (geplant)                 | Neustadttunnel (geplant)                 |
| |                                            | Anschluss an ZB                          |                                          |

Die Bahnstrecke Zug–Luzern wurde am 1. Juni 1864 von der Zürich-Zug-Luzern-Bahn eröffnet. Zugleich wurde auch die Bahnstrecke Zürich–Zug von der gleichen Gesellschaft eröffnet.

## Strecke
Die Strecke war bei der Kollermühle mit einem Gleisdreieck mit dem Streckenast nach Zürich Altstetten verbunden, so dass bis 1970 auch von Luzern her direkt nach Zürich (via Affoltern a/A) gefahren werden konnte. Der Bahnhof Zug war bis zur Eröffnung der Bahnstrecken Thalwil–Zug und Zug–Arth-Goldau ein Kopfbahnhof (West-Ost orientiert). Durch die Einführung der Strecke nach Goldau wurde dieser Kopfbahnhof abgebrochen und neu als Keilbahnhof (Nord-Süd orientiert) gebaut. So wurde nun eine Schlaufe notwendig damit die Züge von Steinhausen-Zug-Cham ohne wenden weiterfahren konnten. Diese Schleife ermöglichte es bis 1990 von beiden Seiten in den Bahnhof Zug einzufahren.
Die Strecke wurde am 9. Oktober 1922 mit 15 kV 16 ⅔ Hz elektrifiziert.
Die Doppelspur zwischen Zug und Cham konnte am 5. Mai 1990 eröffnet werden. Zwischen der Dienststation Kollermühle und der Abzweigung in die Zuger Schlaufe lagen seit der Eröffnung der Strecke zwei Gleise, diese wurden aber getrennt benutzt, sprich eines Richtung Affoltern am Albis, das andere in Richtung Rotkreuz. Die Züge von Affoltern befuhren bis zu diesem Zeitpunkt immer die Zuger Schlaufe.
Am 29. Mai 1994 konnte die Doppelspurinsel zwischen dem Bahnhof Ebikon und dem Rotsee eröffnet werden. Seit dem 27. September 1995 ist auch die Strecke zwischen den Bahnhöfen Ebikon und Gisikon-Root doppelspurig befahrbar.
Als man die Strecke zwischen Gisikon-Root und Rotkreuz doppelspurig ausbaute, streckte man auch einige Kurven damit die Streckengeschwindigkeit erhöht werden konnte. Dieser Abschnitt kann seit dem 11. Mai 1996 doppelspurig befahren werden.
Die Strecke zwischen Cham und Rotkreuz ist seit dem 14. Dezember 2008 doppelspurig. Davor war nicht einmal der Abschnitt Cham – Hünenberg Zythus eine Doppelspur. Erst südlich von Zythus bis zur Haltestelle Hünenberg Chämleten lag ein zweites Gleis, welches allerdings als Stumpfgleis nur von dort aus an die Strecke angeschlossen war.

## Geschichte
Die Entstehungsgeschichte der Bahngesellschaft steht in: Zürich-Zug-Luzern-Bahn
Die Eröffnung der Bahnstrecken Thalwil–Zug und Zug–Arth-Goldau hatte, bis auf die Neugestaltung im Bereich Bahnhof Zug, für die Strecke selbst keine grossen Auswirkungen, fuhren doch die Züge zwischen Zürich und Luzern auf dem Abschnitt Zug–Luzern weiterhin über diese Strecke. Einzig die Personenzüge in Richtung Gotthard fielen zwischen Kollermühle und Rotkreuz weg. Die meisten Güterzüge von Zürich nach Rotkreuz fuhren weiterhin über das Gleisdreieck. Mit der beschlossenen Verlegung des damaligen Rangierbahnhofes im Zürcher Vorbahnhof nach Zürich Mülligen (nur Schnellgut + Post) und in den Rangierbahnhof Limmattal war klar, dass diese wegfallen würden. Aus diesem Grund legte man am 19. November 1970 den Schenkel des Gleisdreieckes, der Steinhausen mit Cham verband, still und brach ihn in der Folge auch ab. Die Güterzüge fahren jetzt über die Südbahn nach Rotkreuz.
Die Einführungen von zwei S-Bahn-Systemen hatten einige Auswirkungen auf die Strecke. Geringere Auswirkungen hatte 1990 die Einführung der S-Bahn Zürich, als die Zuger Schleife stillgelegt wurde.
Die Einführung der Stadtbahn Zug 2004 hatte hingegen ganz massive Auswirkungen auf die Strecke Zug–Luzern, die eine grundlegende Erneuerung erfuhr, damit der Viertelstunden-Takt zwischen Zug und Baar eingeführt werden konnte. Zudem wurden fünf zusätzliche Haltestellen eingerichtet.

## Bahnhöfe

### Haltestelle Kollermühle/Zug Chollermüli
Zwischen dem 1. Oktober 1902 und dem 21. Mai 1966 befand sich bei der Dienststation Kollermühle die Haltestelle Kollermühle. Die heutige Haltestelle Zug Chollermüli, die am 12. Dezember 2004 eröffnet wurde, befindet sich etwa an der gleichen Stelle.

### Haltestelle Hünenberg Chämleten
Mit der Inbetriebnahme der Stadtbahn, wurde die Haltestelle als Stumpfgleis angelegt und besass nur an diesem eine Bahnsteigkante. Es konnten hier nur die Züge halten die auch in der Haltestelle wendeten, die Züge Richtung Rotkreuz und weiter mussten ohne Halt durchfahren. Dieser «Fehler» wurde anlässlich des Doppelspur-Ausbaus im Jahr 2008 behoben, und auch das bisherige Streckengleis erhielt einen Bahnsteig.

### Haltestelle Root D4

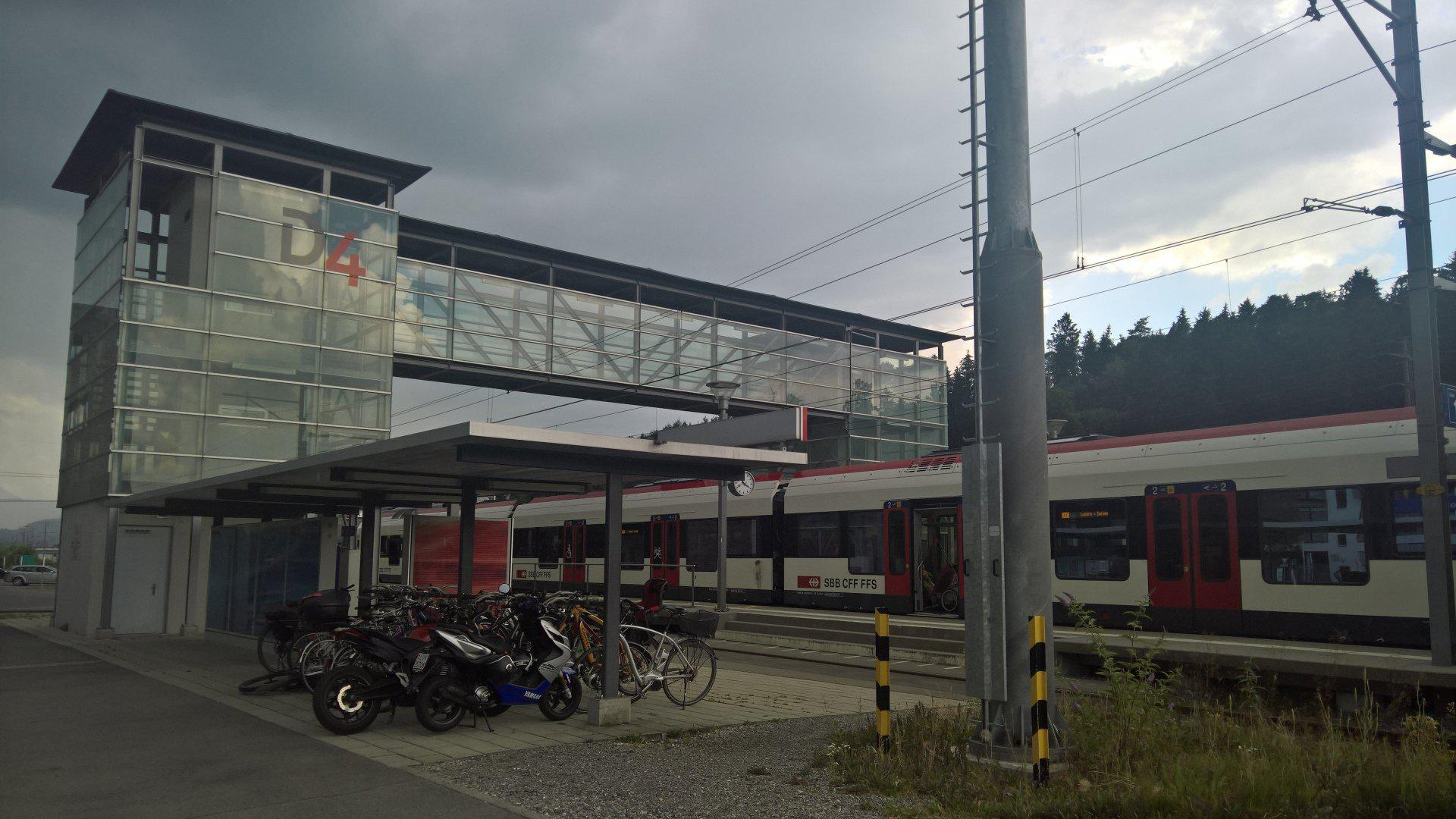
Bahnhof Root D4 (2018)

Die Haltestelle Root D4 wurde am 13. Dezember 2002 als Haltestelle Längenbold  offiziell eingeweiht. Die Betriebsaufnahme erfolgte per 15. Dezember 2002. Die Haltestelle wurde nachträglich in Root D4 umbenannt.

## Unfälle
Am Pfingstmontag, 30. Mai 1898 wurde eine Gruppe von mit Gleisarbeiten beschäftigten Bahnangestellten der Centralbahn (SCB) am südlichen Ausgang des Gütschtunnels von einem Personenzug der Nordostbahn (NOB) überfahren. Sieben Bahnarbeiter wurden sofort getötet, vier schwer verletzt.
Am 13. Dezember 1932 stiess der Regionalzug Luzern–Arth-Goldau mit dem internationalen Schnellzug Stuttgart–Zürich–Luzern im Gütschtunnel zusammen. Dabei wurden sechs Menschen getötet und über zehn verletzt. Dieser Unfall bewirkte die schweizweite Einführung der Zugsicherung Integra-Signum.
Am späten Abend des 5. Septembers 2007 entgleiste in Ebikon die Re 446 015, die einen Postzug beförderte. Der Triebfahrzeugführer hatte das Ausfahrsignal, das einem überholenden InterRegio in Fahrtrichtung Luzern galt, auf sich bezogen. Dank der Schutzweiche blieb eine Flankenfahrt zwischen den zwei Zügen aus, und die Lokomotive kam zwischen dem Gleis und einer Friedhofsmauer zum Stehen. Sie musste durch zwei Fahrzeugkrane aufgegleist werden. Die Fahrleitung wurde zu diesem Zweck vorübergehend ausgeschaltet und demontiert.
Am Nachmittag des 11. Juni 2014 entgleisten in Ebikon beim Rangieren drei Güterwagen. Personen kamen dabei nicht zu Schaden; die Bahnlinie blieb bis am Abend des 12. Juni 2014 gesperrt.

## Betrieb
Von Anfang an wurde der Betrieb auf der Strecke durch die Schweizerische Nordostbahn (NOB) durchgeführt, welche die Strecke 1882 komplett übernahm. Seit 1902 gehört die Strecke den SBB, welche auch die Betriebsführung übernahmen.